# إغناثيو غوتيريز
إغناثيو غوتيريز (بالإسبانية: Ignacio Gutiérrez)‏ هو سباح مكسيكي، ولد في 1913 في مدينة كوليما في المكسيك.

## روابط خارجية
- إغناثيو غوتيريز على موقع أوليمبيديا (الإنجليزية)